# Bitmező
A bitmező egy olyan adatszerkezet, amely egy vagy több szomszédos bitet képez le, amelyek meghatározott célokra lettek lefoglalva, így a struktúrán belül bármelyik bit vagy bitcsoport beállítható vagy ellenőrizhető. A bitmezőt leggyakrabban ismert, rögzített bitszélességű elemi típusok, például az egybites logikai típus ábrázolására használják.
A mezőn belül az egyes bitek jelentését a programozó határozza meg; például a bitmező első bitjét (amely a mező alapcímén található) néha arra használják, hogy meghatározzák a bitmezőhöz tartozó adott attribútum állapotát.
A CPU-kban és más logikai eszközökben a flag-eknek nevezett bitmezők csoportjait általában arra használják, hogy bizonyos műveletek eredményét ellenőrizzék vagy jelezzék. A processzorok rendelkeznek egy állapotregiszterrel, amely flag-ekből áll. Például, ha egy összeadás eredménye nem ábrázolható a célban, akkor aritmetikai túlcsordulást jelez. A flag-ek (jelzők) felhasználhatók a későbbi műveletek, például a feltételes ugróutasítások eldöntésére. Például egy JE ... („Jump if Equal” – Ugrás, ha egyenlő) utasítás az x86 assembly nyelvben ugráshoz vezet, ha a Z (zéró) flag-et valamilyen korábbi művelet beállította (ha a Z-flag értéke 1 lett).
A bitmezőt az különbözteti meg a bittömböktől, hogy az utóbbi egész számokkal indexelt bitek nagy halmazának tárolására szolgál, és gyakran szélesebb, mint a nyelv által támogatott bármely egész típus. A bitmezők ezzel szemben jellemzően egy gépi szóba illeszkednek, és a bitek jelölése független a numerikus indexüktől.

## Megvalósítás
A bitmezők felhasználhatók a memóriafogyasztás csökkentésére, ha egy programnak számos olyan egészértékű változóra van szüksége, amelyeknek mindig alacsony értékei lesznek. Például sok rendszerben egy egész számérték tárolásához két bájt (16 bit) memóriára van szükség; néha a tárolandó értékek valójában csak egy vagy két bitet igényelnek. Ha több ilyen apró változó osztozik egy bitmezőn, az lehetővé teszi az adatok hatékony tömörítését a memóriában.
C-ben a natív implementáció által meghatározott bitmezők létrehozhatók az int, unsigned int, signed int, _Bool (C99-ben), _BitInt(N), unsigned _BitInt(N) (C23-ban) vagy más implementáció által meghatározott típusokkal. C++-ban bármilyen egész vagy felsorolás típus használatával létrehozhatók; a legtöbb C fordító ezt is lehetővé teszi. Ebben az esetben a programozó deklarálhat egy bitmező-struktúrát, amely több almezőt címkéz és meghatározza a szélességét. Az azonos típusú, egymás mellett deklarált bitmezőket a fordító kevesebb szóba pakolhatja, mintha minden egyes „mezőt” külön-külön kellene deklarálni.
Azon nyelvek esetében, amelyek nem rendelkeznek natív bitmezőkkel, vagy ahol a programozónak szüksége van a bitek megjelenítésének ellenőrzésére, lehetőség van a bitek kézi manipulálására egy hosszabb szótípuson belül. Ebben az esetben a programozó maszkolás és bitenkénti műveletek kombinációival állíthatja be, tesztelheti és módosíthatja a mező bitjeit.

## Példák

### C programozási nyelv
Bitmező deklarálása C és C++ nyelven:
```
// opaque and show

#define YES 1

#define NO  0

// line styles

#define SOLID  1

#define DOTTED 2

#define DASHED 3

// primary colors

#define BLUE  0b100

#define GREEN 0b010

#define RED   0b001

// mixed colors

#define BLACK   0

#define YELLOW  (RED | GREEN)        
/* 011 */

#define MAGENTA (RED | BLUE)         
/* 101 */

#define CYAN    (GREEN | BLUE)       
/* 110 */

#define WHITE   (RED | GREEN | BLUE) 
/* 111 */

const
 
char
*
 
colors
[
8
]
 
=
 
{
"Black"
,
 
"Red"
,
 
"Green"
,
 
"Yellow"
,
 
"Blue"
,
 
"Magenta"
,
 
"Cyan"
,
 
"White"
};

// bit field box properties

struct
 
BoxProps

{

  
unsigned
 
int
  
opaque
       
:
 
1
;

  
unsigned
 
int
  
fill_color
   
:
 
3
;

  
unsigned
 
int
               
:
 
4
;
 
// fill to 8 bits

  
unsigned
 
int
  
show_border
  
:
 
1
;

  
unsigned
 
int
  
border_color
 
:
 
3
;

  
unsigned
 
int
  
border_style
 
:
 
2
;

  
unsigned
 
char
              
:
 
0
;
 
// fill to nearest byte (16 bits)

  
unsigned
 
char
 
width
        
:
 
4
,
 
// Split a byte into 2 fields of 4 bits

                
height
       
:
 
4
;

};

```

A C struktúrák (struct) bitmezőinek elrendezése a megvalósítás függvénye. Ha a viselkedés kiszámítható marad a különböző fordítóprogramok között, akkor előnyösebb lehet a bitmezőket elemi és bitműveletekkel emulálni:
```
/* Each of these preprocessor directives defines a single bit,

   corresponding to one button on the controller.  

   Button order matches that of the Nintendo Entertainment System. */

#define KEY_RIGHT  0b00000001

#define KEY_LEFT   0b00000010

#define KEY_DOWN   0b00000100

#define KEY_UP     0b00001000

#define KEY_START  0b00010000

#define KEY_SELECT 0b00100000

#define KEY_B      0b01000000

#define KEY_A      0b10000000

unsigned
 
char
 
gameControllerStatus
 
=
 
0
;

/* Sets the gameControllerStatus using OR */

void
 
KeyPressed
(
unsigned
 
char
 
key
)
 

{
 

  
gameControllerStatus
 
|=
 
key
;
 

}

/* Clears the gameControllerStatus using AND and ~ (binary NOT)*/

void
 
KeyReleased
(
unsigned
 
char
 
key
)
 

{
 

  
gameControllerStatus
 
&=
 
~
key
;
 

}

/* Tests whether a bit is set using AND */

unsigned
 
char
 
IsPressed
(
unsigned
 
char
 
key
)
 

{
 

  
return
 
gameControllerStatus
 
&
 
key
;
 

}

```

### Processzor állapotregiszter
A processzor állapotregisztere egy több jelzőbitből (flag) álló bitmező. Minden egyes flag bit a processzor aktuális állapotára vonatkozó információt ír le. Példaként a 6502 processzor állapotregisztere az alábbiakban látható:
| Bit 7         | Bit 6         | Bit 5 | Bit 4      | Bit 3        | Bit 2                  | Bit 1     | Bit 0      |
| ------------- | ------------- | ----- | ---------- | ------------ | ---------------------- | --------- | ---------- |
| Negative flag | oVerflow flag | -     | Break flag | Decimal flag | Interrupt-disable flag | Zero flag | Carry flag |

Ezeket a biteket a processzor a művelet eredményét követően állítja be. Bizonyos bitek (például a carry (átvitelbit), az interrupt-disable, és a decimal flag) kifejezetten vezérelhetők, egyedi set és clear utasításokkal beállíthatók vagy törölhetők. Ezen kívül minden architektúrában feltételes elágazási utasítások is (pl. JNZ (x86), BEQ, BNE, BCS, BCC, stb. (PDP-11, 6502, ARM) definiálva vannak, hogy a végrehajtás sorrendjét a flag aktuális állapota szerint megváltoztassák.
Például egy ADC (Add with Carry) utasítás után a BVS (Branch on oVerflow Set) utasítás használható az ugráshoz annak alapján, hogy a processzor az összeadási utasítás eredményét követően a túlcsordulási jelzőt beállította-e.

### Bitek kivonása a flag-szavakból
A flag-mezőben lévő flagek egy részhalmaza kivonható egy AND maszkolással. Számos nyelv támogatja a shift operátort (<<), ahol az 1 << n egy bitet az n-edik pozícióba igazít. A legtöbb nyelv támogatja az AND operátor (&) használatát is egy vagy több bit értékének elkülönítésére.
Ha egy eszköz állapotbájtja 0x67, és az 5. flag bit adat-készenlét állapotot jelez. A maszk-byte 2^5 = 0x20. A 0x67 állapot-byte (0110 0111 binárisan) és a 0x20 maszk-byte (0010 0000 binárisan) AND-művelete 0x20-at eredményez. Ez azt jelenti, hogy a jelzőbit be van állítva, azaz az eszköz készen áll az adatokra. Ha a flag-bit nem lett volna beállítva, akkor ez 0-ra értékelődne ki, azaz az eszközről nem áll rendelkezésre adat.
A v változó n-edik bitjének ellenőrzéséhez hajtsa végre a következők valamelyikét: (mindkettő egyenértékű)
```
bool nth_is_set = (
v
 & (1 << 
n
)) != 0;
bool nth_is_set = (
v
 >> 
n
) & 1;
```

### A bitek megváltoztatása a flag-szavakban
A flag-word bitjeinek írása, olvasása vagy átváltása csak a OR, AND és NOT műveletekkel végezhető el – ezek a műveletek gyorsan elvégezhetők a processzorban. Egy bit beállításához az állapotbájtot és egy maszkbájtot kell „VAGY-olni”. A maszkbájtban vagy az állapotbájtban beállított bitek az eredményben is be lesznek állítva.
Egy bit váltásához „XOR-olni” kell az állapotbájtot és a maszkbájtot. Ez egy bitet be fog állítani, ha törölve van, vagy törölni fog egy bitet, ha be van állítva, így ellentettjére állítva azokat.

## Lásd még
- Word
- Bitművelet

## Fordítás
- Ez a szócikk részben vagy egészben  a   Bit field című angol Wikipédia-szócikk fordításán alapul.  Az eredeti cikk szerkesztőit annak laptörténete sorolja fel. Ez a jelzés csupán a megfogalmazás eredetét és a szerzői jogokat jelzi, nem szolgál a cikkben szereplő információk forrásmegjelöléseként.